# Rakovice (district de Písek)
Pour les articles homonymes, voir Rakovice.
Rakovice (en allemand : Rakowitz) est une commune du district de Písek, dans la région de Bohême-du-Sud, en République tchèque. Sa population s'élevait à 220 habitants en 2020.

## Géographie
Rakovice se trouve à 6 km au sud-sud-est du centre de Mirovice, à 21 km au nord-nord-ouest de Písek, à 64 km au nord-nord-ouest de České Budějovice et à 73 km au sud-sud-ouest de Prague.
La commune est limitée par Mišovice au nord-est, par Mirovice et Nerestce au nord, par Čimelice et Smetanova Lhota à l'est, par Mirotice et Boudy au sud, et par Myštice à l'ouest.

## Histoire
La première mention écrite de la localité date de 1045.

## Transports
Par la route, Rakovice se trouve à 17 km de Blatná, à 26 km de Písek, à 79,5 km de České Budějovice et à 116 km de Prague.